# Олимпик (футбольный клуб, Донецк)
«Олимпик» (укр. «Олімпік») — украинский профессиональный футбольный клуб из Донецка. Основан 15 июня 2001 года.

## История
15 июня 2001 года в Донецке был организован фонд развития футбола области «Олимпик». В этот же день, на его базе был создан одноименный футбольный клуб.
В течение 2003—2004 года «Олимпик» становился лучшим в Донецкой области, в сезоне 2004 в чемпионате области «Олимпик» занял второе место в клубном зачете, а команда футболистов 1985 года рождения представляла Донецкую область на вторых Всеукраинских летних спортивных играх и завоевала бронзовые медали. Этот же коллектив играл в чемпионате области среди взрослых и принимал участие в чемпионате Украины среди любителей.
В сезоне 2004/05 команда дебютировала во Второй лиге, в группе «В». В дебютном сезоне «Олимпик» занял 11-е место. В сезоне 2010/11 «Олимпик», лидируя на протяжении почти всего турнира, за тур до окончания чемпионата обеспечил себе первое место и выход в Первую лигу.
Сезон 2013/14 годов стал для «Олимпика» историческим — команда завоевала золотые медали и право выступать в Премьер-лиге. По ходу чемпионата «Олимпик» провел 20-матчевую беспроигрышную серию. Она длилась с 3 августа 2013 года по 13 апреля 2014 года.
Перед стартом в высшем дивизионе из-за вооружённого конфликта на востоке Украины «Олимпик» был вынужден переехать в Киев на стадион им. Виктора Банникова и распустить свою академию.
26 июля 2014 года «Олимпик» дебютировал в Премьер-лиге, где по итогам первого сезона занял 8-место в чемпионате и вышел в полуфинал Кубка, где по результатам двух матчей уступил киевскому «Динамо» с общим счётом 4:1.
Сезон 2016/2017 стал лучшим в истории «Олимпика» — по его итогам команда занял 4-е место и впервые получил право играть в еврокубках.
Свой первый еврокубковый матч «Олимпик» сыграл 27 июля 2017 года на стадионе «Динамо» имени Валерия Лобановского, в рамках 3-го квалификационного раунда Лиги Европы 2017/18 против греческого клуба ПАОК (1:1). Первый мяч донецкого клуба на международной арене забил Станислав Беленький. Второй матч на стадионе «Тумба» «Олимпик» проиграл 2:0 и выбыл из Лиги Европы.
В 2018 году «Олимпик» провёл ребрендинг и сменил эмблему впервые в своей истории. На принятом после открытого конкурса варианте красуются три белых розы — символы Донецка, — а также фирменные для клуба сине-голубые полосы. Автором новой эмблемы команды стал известный украинский дизайнер Дмитрий Штрайс.
28 июня 2019 года команду возглавил бразилец Жулио Сезар Сантос Корреа. До «Олимпика» тренировал только любительский испанский «Кристо Атлетико». Во время игровой карьеры выступал в таких командах, как :  «Реал Мадрид» (в составе которого стал победителем Лиги чемпионов), «Милан», «Бенфика», «Олимпиакос» и др. В августе того же года, после четырех поражений, отправлен в отставку. Команда под его руководством проиграла «Днепру-1» (0:2), «Колосу» (0:1), «Александрии» (1:2) и «Карпатам» (1:3).
8 июля 2021 года президент клуба Владислав Гельзин объявил о снятии «Олимпика» с чемпионата Украины и приостановке деятельности, однако позднее клуб был передан новому руководству и заявлен для участия в Первой лиге, где провёл ещё полгода, после чего был расформирован

## Стадион

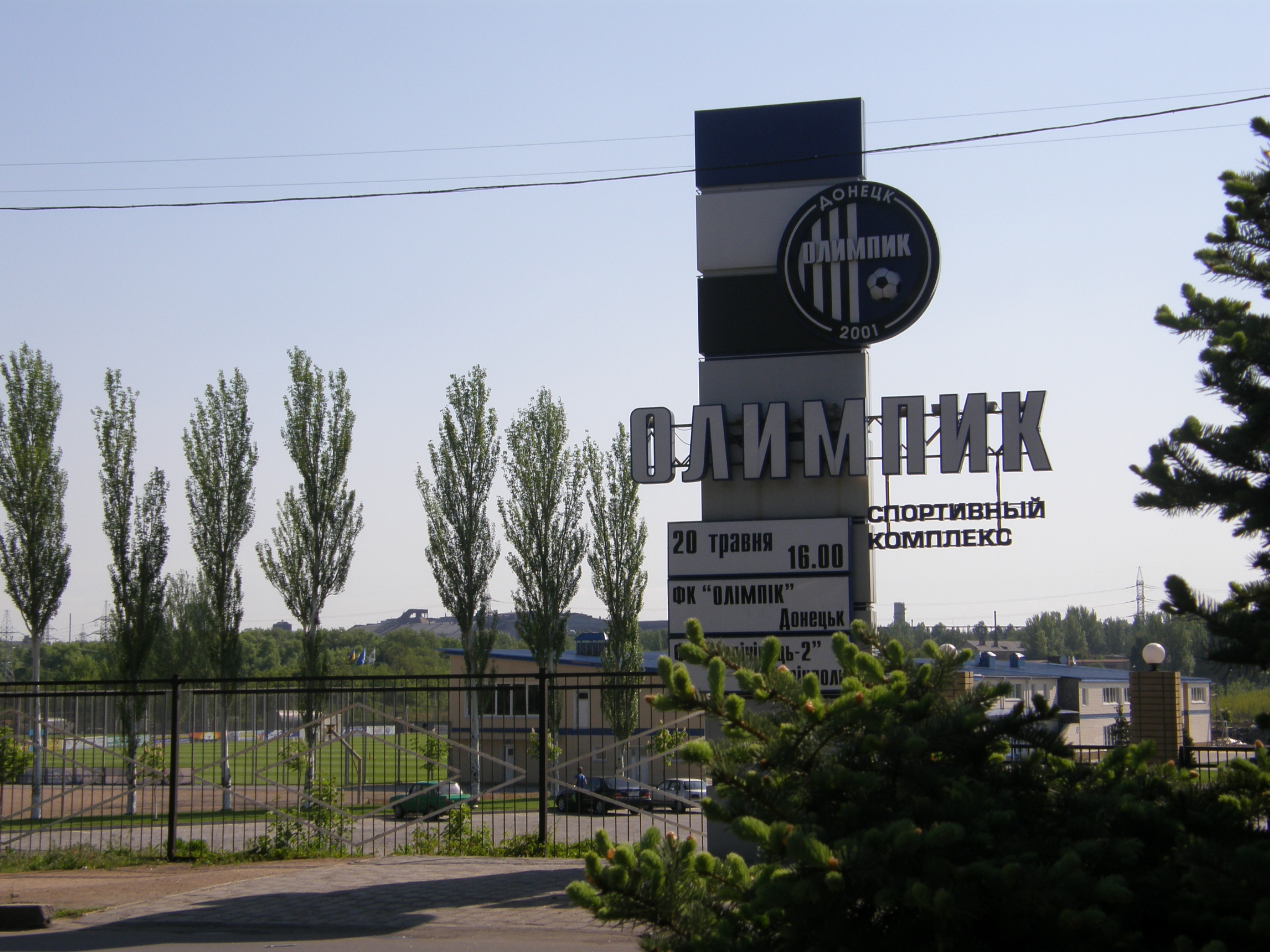
Вход на СК «Олимпик».

Домашней ареной команды является стадион спортивного комплекса «Олимпик» в Донецке.
Инфраструктура спортивного комплекса «Олимпик»:
- Стадион с игровым футбольным полем с травяным покрытием размерами 105х68 метров и трибунами на 4500 индивидуальных посадочных мест;
- Тренировочное футбольное поле с гаревым покрытием размерами 102x70 метров;
- Тренировочное футбольное поле с травяным покрытием размерами 105x67 метров;
- Тренировочное футбольное поле с синтетическим покрытием размерами 98x65 метров;
- Мини футбольное поле с травяным покрытием размерами 50x30 метров;
- Мини футбольное поле с синтетическим покрытием размерами 44x22 метра.

## Предыдущие сезоны
| Сезон   | Лига         | Место | Игры | Победы | Ничьи | Поражения | Заб./пропущенные | Очки | Кубок Украины                |
| ------- | ------------ | ----- | ---- | ------ | ----- | --------- | ---------------- | ---- | ---------------------------- |
| 2004/05 | Вторая «В»   | 11    | 28   | 8      | 3     | 17        | 33-54            | 27   | Не принимал участия          |
| 2005/06 | Вторая «В»   | 5     | 24   | 13     | 2     | 9         | 42-28            | 41   | 1/32 финала                  |
| 2006/07 | Вторая «Б»   | 10    | 28   | 8      | 8     | 12        | 35-41            | 32   | 1/16 финала                  |
| 2007/08 | Вторая «Б»   | 5     | 33   | 18     | 6     | 9         | 66-41            | 60   | 1/16 финала                  |
| 2008/09 | Вторая «Б»   | 7     | 34   | 16     | 6     | 9         | 58-32            | 57   | Второй предварительный раунд |
| 2009/10 | Вторая «Б»   | 5     | 26   | 15     | 4     | 7         | 48-28            | 49   | Первый предварительный раунд |
| 2010/11 | Вторая «Б»   | 1     | 22   | 17     | 2     | 3         | 48-15            | 53   | Второй предварительный раунд |
| 2011/12 | Первая       | 12    | 34   | 11     | 7     | 16        | 38−44            | 40   | Второй предварительный раунд |
| 2012/13 | Первая       | 11    | 34   | 15     | 4     | 15        | 34−37            | 49   | Второй предварительный раунд |
| 2013/14 | Первая       | 1     | 30   | 16     | 7     | 7         | 45-30            | 55   | Второй предварительный раунд |
| 2014/15 | Премьер−лига | 8     | 26   | 7      | 5     | 14        | 24-64            | 26   | 1/2 финала                   |
| 2015/16 | Премьер−лига | 9     | 26   | 6      | 7     | 13        | 22-35            | 25   | 1/8 финала                   |
| 2016/17 | Премьер−лига | 4     | 31   | 11     | 11    | 9         | 33-42            | 44   | 1/16 финала                  |
| 2017/18 | Премьер−лига | 9     | 32   | 9      | 9     | 14        | 29-38            | 36   | 1/8 финала                   |
| 2018/19 | Премьер−лига | 9     | 32   | 7      | 13    | 12        | 41-48            | 34   | 1/8 финала                   |
| 2019/20 | Премьер−лига | 9     | 32   | 10     | 6     | 16        | 32-47            | 36   | 1/8 финала                   |
| 2020/21 | Премьер−лига | 13    | 26   | 6      | 4     | 16        | 28-48            | 22   | Третий предварительный раунд |

| №  | Игрок                         | М   | Г  |
| -- | ----------------------------- | --- | -- |
| 1  | Роман Санжар (2004—2013)      | 243 | 11 |
| 2  | Алексей Змиевский (2004—2013) | 218 | 4  |
| 3  | Дмитрий Гришко (2011—2021)    | 205 | 9  |
| 4  | Максим Драченко (2010—2016)   | 162 | 12 |
| 5  | Заури Махарадзе (2010—2018)   | 153 | 0  |
| 6  | Владислав Гельзин (2004—2016) | 152 | 24 |
| 7  | Владислав Огиря (2011—2016)   | 148 | 0  |
| 8  | Виталий Чех (2006—2012)       | 144 | 1  |
| 9  | Роман Саетов (2004—2010)      | 142 | 15 |
| 10 | Андрей Головченко (2007—2013) | 140 | 11 |

| №  | Игрок                                  | М   | Г  |
| -- | -------------------------------------- | --- | -- |
| 1  | Виктор Арефьев (2006—2011)             | 131 | 45 |
| 2  | Вадим Шаврин (2008—2012)               | 63  | 35 |
| 3  | Иван Матяж (2008-10, 2011-12, 2015-17) | 90  | 31 |
| 4  | Егор Тарнов (2005—2011)                | 138 | 25 |
| 5  | Владислав Гельзин (2004—2016)          | 152 | 24 |
| 6  | Дмитрий Логвинов (2005—2009)           | 97  | 23 |
| 7  | Сергей Артюх (2004-06, 2010-11)        | 56  | 22 |
| 8  | Денис Хомутов (2005—2010)              | 109 | 21 |
| 9  | Кирилл Дорошенко (2010—2015)           | 114 | 18 |
| 10 | Шахаб Захеди (2019—2021)               | 36  | 14 |

## Достижения клуба
Первая лига Украины
- Победитель: 2013/14

Вторая лига Украины
- Победитель: 2010/11

Чемпионат Донецкой области
- Серебряный призёр: 2003

Мемориала Макарова
- Победитель: 2016

## Выступления в еврокубках
| Сезон   | Турнир           | Раунд                         | Соперник | Дома | В гостях |
| ------- | ---------------- | ----------------------------- | -------- | ---- | -------- |
| 2017/18 | Лига Европы УЕФА | Третий квалификационный раунд | ПАОК     | 1:1  | 0:2      |